# Cepo

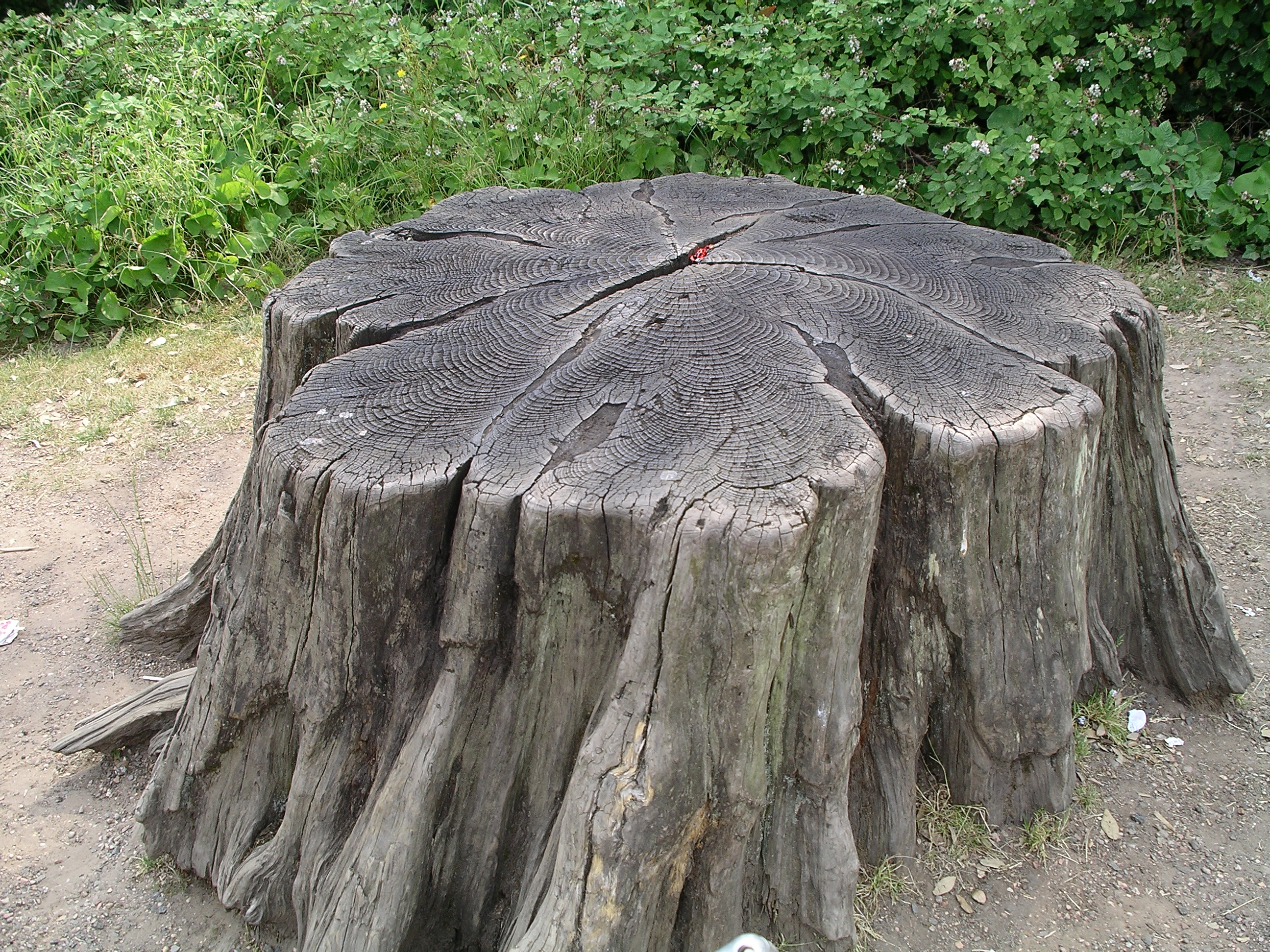
Cepo

Cepo de madeira, ou toco, é a parte de uma árvore que foi cortada e/ou permaneceu enraizada. Os cepos normalmente permitem a avaliação da idade da  árvore através da dendrocronologia.